# Andrássy család (siklói)
A siklói Andrássy család egy, a 18. században virágzó magyar köznemesi család. Többen közülük udvari illetve katonai tisztségeket töltöttek be. A családhoz köthető a már lebontott balmazújvárosi Andrássy-kastély, a karácsonyfoki Andrássy-kúria, valamint a még részben látogatható kétegyházi Andrássy–Almásy-kastély.
A család előneve tévesen siklósi, siklai és sziklai formában is előfordul.

## A család története (18–19. század)

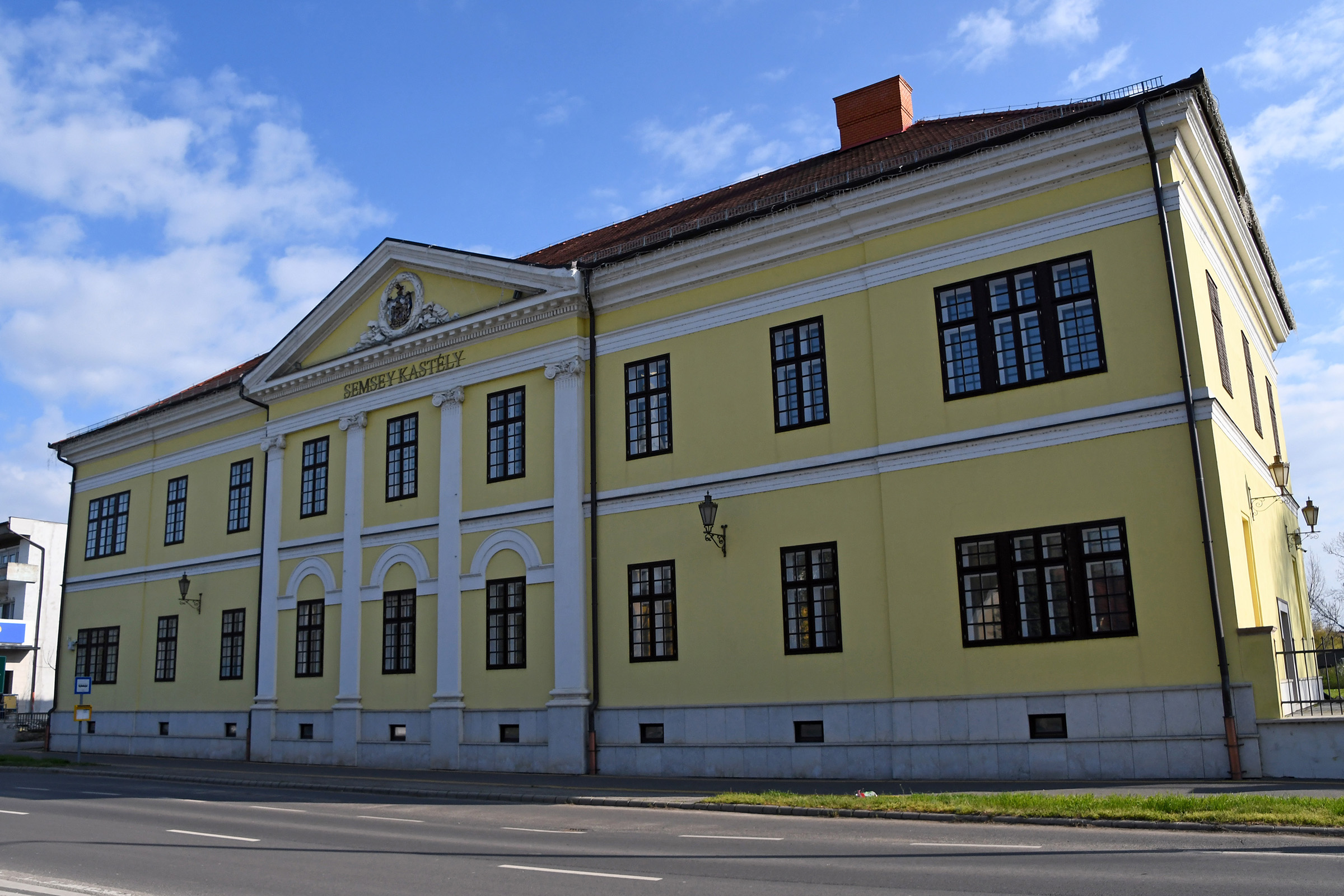
A balmazújvárosi Semsey-kastély, amelynek helyén egykor az siklói Andrássyak kastélya állt

Család eredetéről több feltételezés ismert. Héjja Julianna Erika főlevéltáros szerint a család eredetileg Szatmár vagy Ugocsa vármegyéből származott, ahonnan gróf nagykárolyi Károlyi Sándor telepítette át őket Csongrádba. Maksay Ferenc történész szerint a család valószínűleg csíkszéki eredetű és Arad vármegyéből származott.
Első ismert ősük Andrássy Jeromos, akinek a neve Jeremiás formában is előfordul. A család római katolikus volt. Az ő fia volt Andrássy Zsigmond, aki Mária Terézia magyar királynő uralkodása alatt több adományban részesült. Egy 1746. július 11-én kelt adománylevél értelmében volt jogosult a siklói előnév használatára. Egy még korábban, 1741. október 23-án kelt adománylevél révén jutottak többek között a Békés vármegyében található kétegyházi birtokukhoz is, ahová aztán Zsigmondot is temették. Fia, ifjabb siklói Andrássy Zsigmond halálával a családot férfiágon kihaltnak ítélték meg.
Néhány évtizeddel később felbukkant Andrássy János tábornok, aki magát a siklói Andrássyaktól eredeztette, és akit katonai érdemeiért Ferenc magyar király 1811. április 26-án bárói rangra emelt. A siklói Andrássy család és Andrássy János tábornok között fennálló rokoni kapcsolat idáig még nem került felülvizsgálatra, így egyelőre nem lehet megállapítani, hogy a család esetében számolhatunk-e főnemesi ággal avagy sem.

## Családfa
A báró siklói Andrássyak családfája idáig nem került még feldolgozásra. Csupán különböző, néhol kétes internetes források alapján rekonstruálhatjuk azt:
- A1 Jeremiás (máshol Jeromos). Felesége: kölcsei Kende Júlia[7]
  - B1 Zsigmond (*1697 körül – †1750[8] vagy 1753. július 15.) királyi tanácsos, 1725 és 1742 között Csongrád vármegye alispánja, 1742 és 1745 között Arad vármegye főispáni helytartója volt.[8] 1746-tól jogosult családjával a siklói előnév használatára.[9] Felesége (⚭Szeged, 1724. május[10]): Kun Zsuzsanna (– †1750 és 1792 között[11])
    - C1 György[12] (*1726[13] – †1775 előtt[14] vagy 1776[13]) a Nádasdy-ezred őrnagya.[8] Felesége: palocsai Horváth Emerentia[15]
      - D1 Mária (*1765. július 2.[16] vagy Palocsa, 1771. július 2.[17] – †Kassa, 1848. január 30.[16]). Férje (⚭Dobó, 1792. május 1.): gróf cserneki és tarkeői Dessewffy György (*1768. január 13. – †Kassa, 1847. május 14.) Sáros vármegye főispánja[16]
      - D2 László Antal (*Elek, 1772. június 13.)[18] fiatalon elhunyt
      - D3 Terézia Zsuzsanna (*Elek, 1774. január)[19] fiatalon elhunyt

    - C2 István Krisztián (*Szeged, 1728. december 19.[20] – †1784[8] vagy 1794 márciusa előtt) 1769 és 1776 között a magyar királyi helytartótanács tanácsosa, 1776-ban Békés, 1776-tól haláláig Máramaros vármegye főispánja volt.[8] 1. felesége: gróf szendrői Török Eszter[8] (*1746. augusztus 20. – †1780. január 30.[21]), 2. felesége: Ungrechtsberg Izabella[22]
    - C3 Klára (*Csongrád, 1731. december 30.[23] – †Pest, 1804[24]) balmazújvárosi földbirtokos. Férje (⚭Elek, 1753. november 19.): semsei Semsey András (*Jernye, 1719. augusztus 27. – †1790 körül) ezredes[25]
    - C4 Julianna (*Csongrád, 1733. november 13.)[26] fiatalon elhunyt
    - C5 Krisztina (*Csongrád, 1735. február 27. – †Buda, 1814. május 1.). 1. férje (⚭Elek, 1756. február 24.): felsőbüki Nagy János,[27] 2. férje (⚭Elek, 1761. szeptember 19.): gróf radványi Győry Ferenc (*Olgya, 1723. december 25. – †Buda, 1790. augusztus 6.) 1768-tól a magyar udvari kancellária tanácsosa, 1783-tól a Helytartótanács alelnöke, 1780 és 1783 között Torontál, 1783 és 1790 között Tolna vármegye főispánja[28]
    - C6 Zsigmond (*Csongrád, 1736. október 24. – †1793. december 30.) debreceni kerületi tartománybiztos, királyi tanácsos,[8] más források szerint tiszántúli kerületi főbiztos[29]

Ismeretes még a fent említett siklói Andrássy János (*Kajászószentpéter, 1750 – †Kajászószentpéter, 1817) tábornok is.

## A családi címer leírása
Kempelen Béla a következőképp írja le a bárói címert:
Czímer: vágott paizs; fenn kék mezőben zöld halmon vörös ruhás lovassági magyar vitéz jobbjában kardot tart; alul ugyancsak kék mezőben levágott török fej; bárói korona.